# Zaorejas (kommunhuvudort)
Zaorejas är en kommunhuvudort i Spanien.   Den ligger i provinsen Provincia de Guadalajara och regionen Kastilien-La Mancha, i den centrala delen av landet, 130 km öster om huvudstaden Madrid. Zaorejas ligger 1 229 meter över havet och antalet invånare är 195.
Terrängen runt Zaorejas är kuperad norrut, men söderut är den platt. Terrängen runt Zaorejas sluttar norrut.  Trakten runt Zaorejas är nära nog obefolkad, med mindre än två invånare per kvadratkilometer. Närmaste större samhälle är Villanueva de Alcorón, 10,1 km söder om Zaorejas. 